# Takayuki Suzuki
Takayuki Suzuki (n. 5 iunie 1976) este un fotbalist japonez.

## Statistici
| Japonia | Japonia | Japonia |
| An      | Meciuri | Goluri  |
| ------- | ------- | ------- |
| 2001    | 10      | 3       |
| 2002    | 13      | 1       |
| 2003    | 4       | 0       |
| 2004    | 18      | 6       |
| 2005    | 10      | 1       |
| Total   | 55      | 11      |